# Plesiolebias glaucopterus
Plesiolebias glaucopterus är en fiskart som först beskrevs av Costa och Lacerda, 1989.  Plesiolebias glaucopterus ingår i släktet Plesiolebias och familjen Rivulidae. Inga underarter finns listade i Catalogue of Life.